# Joep Packbiers
Joep Packbiers (n. 19 ianuarie 1875, Nuth, Limburg, Țările de Jos – d. 8 decembrie 1957, Maastricht, Țările de Jos) a fost un arcaș ce a reprezentat Regatul Țărilor de Jos, medaliat olimpic. A participat la o ediție a Jocurilor Olimpice (1920) în care a câștigat o medalie de aur.

## Participări
Lista de mai jos prezintă principalele competiții la care a participat Joep Packbiers de-a lungul carierei.
- archery at the 1920 Summer Olympics – team moving bird, 28 metres[*]